# Sistema dual de educação

O sistema dual de educação profissional na Alemanha

Com sistema dual de educação (em alemão: Duales Berufsausbildungssystem: Sistema dual de educação profissional) é denominado o sistema de educação empregado notoriamente na Alemanha, Suíça e Áustria. Sistema Dual consiste na dualidade entre a qualificação teórica e a prática em contexto de trabalho sendo que o peso da qualificação prática é superior à da qualificação teórica. A característica e o objectivo principal do sistema dual é conjugar conhecimentos teóricos com competências adquiridas no posto de trabalho (learning by doing). Os conhecimentos adquiridos em sala de aula são cimentados e testados na prática permanentemente ao longo da qualificação. O curso pode durar de dois a três anos.

## Em Portugal
Baseando-se nos princípios e métodos de aprendizagem alemã, há mais de 25 anos que a Câmara de Comércio e Indústria Luso-Alemã oferece qualificação profissional em Portugal. Desde 2007, sob a marca DUAL (Centro DUAL). O objectivo é oferecer às empresas e aos particulares acções de qualificação actuais, que equipem os participantes com ferramentas necessárias para o desempenho eficaz das suas funções.